# Amritodus pistacious
Amritodus pistacious är en insektsart som beskrevs av Huang och Maldonado-capriles 1992. Amritodus pistacious ingår i släktet Amritodus och familjen dvärgstritar. Inga underarter finns listade i Catalogue of Life.